# 巴塔拉島
巴塔拉島是馬爾代夫的島嶼，位於印度洋海域，屬於亞里環礁的一部分，長0.15公里、寬0.3公里，面0.3平方公里，該島有旅遊度假區，從首都馬累乘坐水上飛機需時約20分鐘，島上無人居住。